# Nacaduba mioswara
Nacaduba mioswara är en fjärilsart som beskrevs av Tite 1963. Nacaduba mioswara ingår i släktet Nacaduba och familjen juvelvingar. Inga underarter finns listade i Catalogue of Life.